# Alcinda Abreu

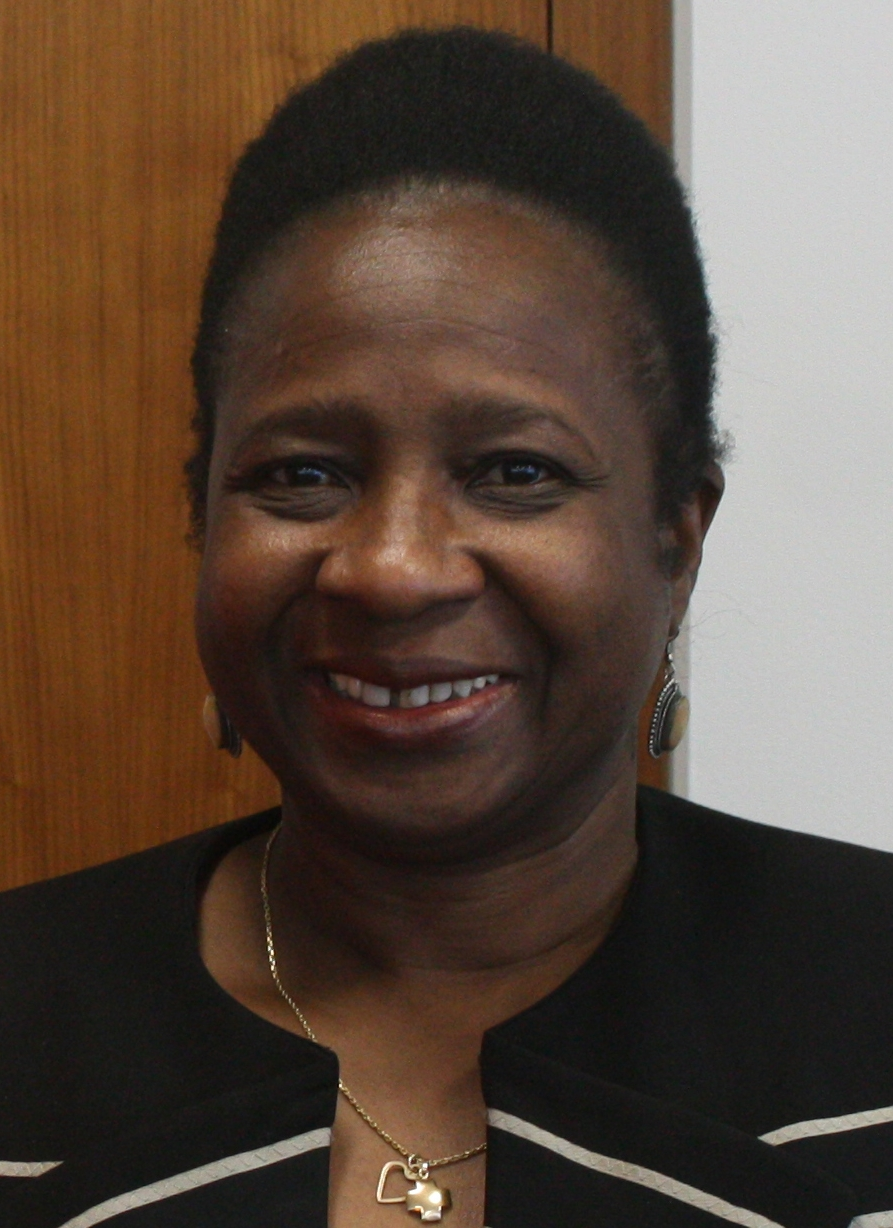
Alcinda Abreu (2010)

Alcinda António de Abreu (* 13. Oktober 1953 in Nova-Sofala, Distrikt Búzi, Provinz Sofala, Portugiesisch-Ostafrika) ist eine mosambikanische Politikerin (FRELIMO). Sie leitete das Ressort für Auswärtige Angelegenheiten (2005–2008) und das Ressort für Koordination von Umweltangelegenheiten (2008–2014) unter Präsident Armando Guebuza.

## Leben

### Ausbildung
Alcinda António de Abreu wurde am 13. Oktober 1953 in dem kleinen Fischerdorf Nova-Sofala in Zentralmosambik geboren. Ihre Schulausbildung und die universitäre Vorbereitung absolvierte sie bis 1974 am Liceu Pêro de Anaia in Beira.
Danach studierte Abreu bis 1982 Entwicklungsstudien an der Universidade Eduardo Mondlane in Maputo. 1990 schloss sie ein Studium der Psychologie und der Pädagogik an der Pädagogischen Universität von Maputo. Weitere Ausbildungszertifikate erhielt sie in Politikwissenschaften und Geschlechterstudien vom University College of London sowie 1996 in Entwicklungsmanagement von der Witwatersrand University.

### Politische Karriere
Nach ihrer Ausbildung wurde sie 1994 von Joaquim Chissano in sein Kabinett berufen, von 1994 bis 1997 betreute sie das Ressort für soziale Angelegenheiten. Danach wurde sie von ihrer Partei, der FRELIMO, für die nationale Wahlkommission berufen und war damit für die Organisation der Lokalwahlen 1998 sowie der Parlaments- und Präsidentschaftswahlen 1999 verantwortlich.
2002 wählte sie der Kongress der FRELIMO in das 15-köpfige ZK (port. Comissão Política) der Partei.
Armando Guebuza berief Abreu auch in sein Kabinett. Von 2005 bis 2008 leitete sie das Ministerium für Auswärtige Angelegenheiten Mosambiks. In einer Kabinettsumbildung am 10. März 2008 erhielt sie das wesentlich kleinere Ministerium für Koordination von Umweltangelegenheiten, das sie bis 2015 leitete.

### Privat
Abreu ist Witwe und hat zwei Kinder. Ihr Ehemann, Maradali Mamadhusen, verstarb mit Samora Machel bei einem Flugzeugunglück zwischen Südafrika und Mosambik (siehe auch Absturz einer mosambikanischen Tupolew Tu-134 1986).
Abreu spricht Portugiesisch, Ndau, Englisch, Französisch.